# Марухин, Владимир Сергеевич
Владимир Сергеевич Марухин (род. 6 июля 2003, Наро-Фоминск, Московская область) — российский футболист, полузащитник.

## Карьера

### «Акрон»

#### Начало карьеры
Воспитанник егорьевского училища олимпийского резерва № 5. В августе 2020 года футболист перешёл в московский «Локомотив», где продолжил выступать на юношеском и молодёжном уровнях. В июле 2021 года футболист перешёл в тольяттинский клуб «Акрон». Дебютировал за клуб футболист 25 июля 2021 года в матче против липецкого «Металлурга», выйдя на замену на 71 минуте. Дебютным забитым голом за клуб футболист отличился 11 сентября 2021 года в матче против волгоградского «Ротора». На протяжении сезона футболист был одним из основных игроков клуба, чередуя матчи в стартовом составе и со скамейки запасных, отличившись 4 забитыми голами, из который 3 забил в трёх заключительных матчах чемпионата, и результативной передачей. По итогу сезона футболист вместе с клубом завершил чемпионат на итоговом девятом месте.

#### Сезон 2022/23
В мае 2022 года, сразу же после окончания сезона, появилась информация, что в услугах футболиста, в контракте которого прописаны отступные в размере 15 миллионов рублей, заинтересованы самарские «Крылья Советов», а также ряд клубов Премьер-лиги. Однако летом 2022 года футболист продолжил готовиться к новому сезону с основной командой тольяттинского клуба. Новый сезон футболист начал 17 июля 2022 года с матча против астраханского «Волгаря», выйдя на поле в стартовом составе. Первым в сезоне забитым голом за клуб футболист отличился 27 августа 2022 года в матче против калининградской «Балтики». На протяжении первой половины сезона футболист выступал за клуб в роли одного из ключевых игроков, отличившись за этот период 3 забитыми голами и результативной передачей.

#### Аренда в «Волгу» Ульяновск
В феврале 2023 года футболист на правах арендного соглашения присоединился к ульяновской «Волге» до конца сезона. Дебютировал за клуб футболист 19 марта 2023 года в матче против владикавказской «Алании», выйдя на замену на 73 минуте. Однако закрепиться в основной команде ульяновского клуба у футболиста не вышло, половину игр проведя на скамейке запасных, либо вообще не попадал в заявку, результативными действиями не отличившись. По итогу сезона футболист вместе с клубом завершил чемпионат на итоговом последнем месте, вылетев во Вторую лигу. По окончании срока арендного соглашения футболист покинул ульяновский клуб.

### «Нефтехимик» Нижнекамск

#### Сезон 2023/24
В июне 2023 года футболист перешёл в нижнекамский «Нефтехимик», подписав двухлетний контракт. Сумма трансфера футболиста составила порядка 30 тысяч евро. Дебютировал за клуб футболист 16 июля 2023 года в матче против астраханского «Волгаря», выйдя на поле в стартовом составе. На протяжении первой половины сезона футболист так и не смог закрепиться в основной команде нижнекамского клуба, за который успел провести всего лишь 6 матчей во всех турнирах, преимущественно оставаясь на скамейке запасных и результативными действиями не отличившись.

#### Аренда в «Нафтан»
В феврале 2024 года футболист отправился на просмотр в белорусский «Гомель». Однако в конце февраля 2024 года футболист отправился в новополоцкий «Нафтан» для прохождения медицинского просмотра. В марте 2024 года футболист присоединился к новополоцкому клуб на правах аренды до конца сезона с опцией возвращения в конце июня того же года. Дебютировал за клуб футболист 16 марта 2024 года в матче против гродненского «Немана», выйдя на замену в начале второго тайма. Дебютным забитым голом за клуб футболист отличился 14 апреля 2024 года в матче против «Сморгони». На протяжении первой половины сезона футболист выступал за белорусский клуб в роли одного из основных игроков, чередуя матчи в стартовом составе и со скамейки запасных, отличившись 2 забитыми голами. В конце июня 2024 года по окончании срока арендного соглашения футболист покинул клуб.

### «Сибирь»
В июле 2024 года футболист вернулся в «Нефтехимик», однако начинал сезон на скамейке запасных. В августе 2024 года футболист покинул нижнекамский клуб и на правах свободного агента присоединился к «Сибири». Дебютировал за клуб футболист 31 августа 2024 года в матче против московского «Велеса», выйдя на замену в начале второго тайма. Дебютным забитым голом за клуб футболист отличился 19 октября 2024 года в матче против курского «Авангарда». По итогу первой половины сезона футболист вместе с клубом завершил чемпионат на итоговом восьмом месте в своей группе, вылетев в группу «серебро». По итогу второй части чемпионата футболист вместе с клубом занял итоговое второе место, вернувшись в группу «золото». На протяжении сезона футболист выступал за клуб в роли одного из ключевых игроков, отличившись 3 забитыми голами и 5 голевыми передачами. В июле 2025 года футболист покинул клуб по окончании срока действия контракта.

## Международная карьера
В октябре 2021 года футболист получил вызов в юношескую сборную России до 19 лет. Дебютировал за сборную футболист 6 октября 2021 года в матче против сборной Хорватии.